# NGC 7102
NGC 7102 este o galaxie situată în constelația Pegas. A fost descoperită în 16 octombrie 1863 de către Albert Marth.